# Толой, Рафаэл
Рафаэ́л Толо́й (порт.-браз. и итал. Rafael Tolói; род. 10 октября 1990, Глория-д’Уэсти, Мату-Гросу) — итальянский и бразильский футболист, защитник и капитан клуба «Аталанта» и сборной Италии. Чемпион Европы 2020 года.

## Клубная карьера
Рафаэл Толой дебютировал в основном составе «Гояса» 26 марта 2008 года в матче Лиги Гояно против «Жатаиенсе». Самый титулованный клуб штата разгромил своего соперника со счётом 4:1. За пять лет, проведённых в составе «зелёных», Толой дважды становился чемпионом штата. В 2010 году вместе с «Гоясом» сумел дойти до финала Южноамериканского кубка — это было наивысшее достижение в истории клуба на международной арене, однако в том же году команда вылетела из бразильской Серии A.
В середине 2012 года Рафаэл Толой перешёл в «Сан-Паулу» и в конце того года стал с «трёхцветными» обладателем Южноамериканского кубка. Для Толоя это был второй финал турнира, теперь победный.
В январе 2014 года Толой перешёл в итальянский футбольный клуб «Рома» на правах аренды до конца сезона 2013/14. В середине 2014 года Рафаэл вернулся в «Сан-Паулу».

## Карьера в сборной
19 марта 2021 года впервые получил вызов в сборную Италии главным тренером Роберто Манчини для участия в матчах отборочного турнира чемпионата мира 2022 года против сборных Северной Ирландии, Болгарии и Литвы. 31 марта 2021 года дебютировал в сборной Италии в выездном матче третьего тура отборочного турнира чемпионата мира 2022 против сборной Литвы (2:0), выйдя в стартовом составе и проведя на поле все 90 минут.

## Достижения

### Командные
- Чемпион Лиги Гояно (2): 2009, 2012
- Чемпион бразильской Серии B: 2012
- Обладатель Южноамериканского кубка: 2012
- Финалист Южноамериканского кубка: 2010
- Чемпион Европы: 2020
- Победитель Лиги Европы УЕФА: 2023/24

### Личные
- Обладатель «Серебряного мяча» Бразилии: 2014

## Государственные награды
- Кавалер ордена «За заслуги перед Итальянской Республикой» (16 июля 2021) — в знак признания спортивных ценностей и национального духа, которые вдохновили итальянскую команду на победу на чемпионате Европы по футболу 2020[7][8]